# Status Quo Live at the BBC
Live at the BBC è un cofanetto che raccoglie esibizioni dal vivo del gruppo rock britannico Status Quo, pubblicato nell'ottobre del 2010.

## Il disco
Si tratta di una ampia raccolta di materiale live registrato dagli Status Quo per la BBC sin dagli esordi nella metà degli anni sessanta, fino al 2005, per lo più inedito o di difficile reperibilità.
Viene pubblicata in tre diverse versioni, ma l'edizione più completa e ricercata è sicuramente quella composta da 8 pezzi (7 cd più un DVD), contenente, tra l'altro, inedite sessioni di registrazione, copiosi estratti da importanti concerti, alcune inedite versioni acustiche di grandi successi.
Nel DVD, invece, è contenuto il concerto tenuto in presenza dei reali d'Inghilterra Carlo e la sua consorte Lady Diana, il 14 maggio 1982, molte delle esibizioni della band alla trasmissione musicale Top of the Pops dal 1968 al 2005, nonché estratti da svariate trasmissioni televisive cui il gruppo ha partecipato in qualità di ospite.

## CD 1
1. Gloria (as 'The Spectres' Saturday Club 10th September 1966) - 2:42 - (Morrison)
2. I (Who Have Nothing) (as 'The Spectres' Saturday Club 10th September 1966) - 3:03 (Donida/Mogol/Stoller/Leiber)
3. Almost But Not Quite There (as 'The Traffic Jam' Saturday Club 24th June 1967 at Saturday Club) - 2:38 - (Rossi/Barlow)
4. Judy In Disguise (Saturday Club 17th February 1968) - 2:45 - (Bernard/Gourrier)
5. Pictures Of Matchstick Men (David Symonds Show April 1968) - 3:06 - (Rossi)
6. Black Veils Of Melancholy (David Symonds Show April 1968) - 3:14 - (Rossi)
7. Ice In The Sun (David Symonds Session 30th July 1968) - 2:14 - (Scott/Wilde)
8. The Price Of Love (Symonds On Sunday 27th January 1969) - 3:29 - (D. Everly/P. Everly)
9. Down The Dustpipe (Dave Lee Travis 6th April 1970) - 1:55 - (Rossi/Young)
10. In My Chair (Dave Lee Travis 6th April 1970) - 2:47 - (Young/Rossi)
11. Mean Girl (Sounds Of The Seventies 7th February 1972) - 3:11 - (Young/Rossi)
12. Paper Plane (Sounds Of The Seventies 20th November 1972) - 2:58 - (Rossi/Young)
13. From A Jack To A King (Steve Wright 30th November 1989) - 1:00 - (Miller)
14. Railroad (Steve Wright 30th November 1989) - 1:56 - (Young/Rossi)
15. Caroline (Ken Bruce 9th September 2005) - 4:50 - (Rossi/Young)
16. Whatever You Want (Ken Bruce 9th September 2005) - 4:55 - (Parfitt/Bown)
17. Rockin' All Over The World (Ken Bruce 9th September 2005) - 3:59 - (Fogerty)

## CD 2
1. Junior's Wailing (BBC In Concert, Paris Theatre 1st March 1973) - 3:37 - (Pugh/White)
2. In My Chair (BBC In Concert, Paris Theatre 1st March 1973) - 3:14 - (Young/Rossi)
3. Don't Waste My Time (BBC In Concert, Paris Theatre 1st March 1973) - 4:34 - (Young/Rossi)
4. Paper Plane (BBC In Concert, Paris Theatre 1st March 1973) - 3:36 - (Rossi/Young)
5. By Bye Johnny (BBC In Concert, Paris Theatre 1st March 1973) - 5:11 - (Berry)
6. Whatever You Want (BBC In Concert, Wembley Arena 7th July 1988) - 4:55 - (Parfitt/Bown)
7. Roll Over Lay Down (BBC In Concert, Wembley Arena 7th July 1988) - 5:17 - (Parfitt/Lancaster/Coghlan/Rossi/Young)
8. Who Gets The Love? (BBC In Concert, Wembley Arena 7th July 1988) - 4:26 - (Williams/Goodison)
9. Don't Drive My Car (BBC In Concert, Wembley Arena 7th July 1988) - 4:08 - (Bown/Parfitt)
10. In The Army Now (BBC In Concert, Wembley Arena 7th July 1988) - 4:14 - (R. Bolland/F. Bolland)
11. Burning Bridges (Party In The Park, Birmingham 30th August 1992) - 3:54  - (Bown/Rossi)
12. Caroline (Party In The Park, Birmingham 30th August 1992) - 4:03 - (Rossi/Young)
13. The Wanderer (Brighton Centre 12th December 1996) - 3:08 - (Maresca)
14. Don't Waste My Time (Brighton Centre 12th December 1996) - 3:51 - (Young/Rossi)
15. Rockin All Over The World (Brighton Centre 12th December 1996) - 3:47 - (Fogerty)

## CD 1
1. Gloria (as 'The Spectres' Saturday Club 10th September 1966) - 2:42 - (Morrison)
2. I (Who Have Nothing) (as 'The Spectres' Saturday Club 10th September 1966) - 3:03 (Donida/Mogol/Stoller/Leiber)
3. Neighbour Neighbour (as 'The Spectres' Saturday Club 10th September 1966) - 2:38 (Valier)
4. I Don't Want You (as 'The Traffic Jam' Saturday Club 24th June 1967 at Saturday Club) - 2:25 - (Potter/Dello)
5. Almost But Not Quite There (as 'The Traffic Jam' Saturday Club 24th June 1967 at Saturday Club) - 2:39 - (Rossi/Barlow)
6. Spicks and Specks (as 'The Traffic Jam' Saturday Club 24th June 1967 at Saturday Club) - 2:45 - (Gibb)
7. Spicks And Specks (David Symonds Show April 1968) - 2:48 - (Gibb)
8. Judy In Disguise (David Symonds Show April 1968) - 2:45 - (Bernard/Gourrier)
9. Pictures Of Matchstick Men (David Symonds Show April 1968) - 3:05 - (Rossi)
10. Things Get Better (Saturday Club 17th Feruary 1968) - 2:08 - (Cropper/Floyd/Jackson)
11. Pictures of Matchstick Men (Saturday Club 17th Feruary 1968) - 3:07 - (Rossi)
12. Gloria (David Symonds Show April 1968) - 2:44 - (Morrison)
13. Bloodhound (David Symonds Show April 1968) - 2:01 - (Bright)
14. Black Veils Of Melancholy (David Symonds Show April 1968) - 3:14 - (Rossi)
15. Ice In The Sun (Saturday Club 30th July 1968) - 2:14 - (Scott/Wilde)
16. Paradise Flats (Saturday Club 30th July 1968) - 2:47 - (Status Quo)
17. When My Mind Is Not Life (Saturday Club 30th July 1968) - 2:29 - (Parfitt/Rossi)
18. Make Me Stay A Bit Longer (Symonds On Sunday 27th January 1969) - 2:48 - (Rossi/Parfitt)
19. Are You Growing Tired of My Love? (Symonds On Sunday 27th January 1969) - 3:00 - (King)
20. The Price Of Love (Symonds On Sunday 27th January 1969) - 3:28 - (D. Everly/P. Everly)
21. The Price Of Love (Symonds On Sunday 31st March 1969) - 2:58 - (D. Everly/P. Everly)
22. Juniors Wailing (Dave Lee Travis 6th April 1970) - 3:18 - (Pough/White)
23. Spinning Wheel Blues (Dave Lee Travis 6th April 1970) - 3:02 - (Rossi/Young)
24. Down The Dustpipe (Dave Lee Travis 6th April 1970) - 1:55 - (Rossi/Young)
25. In My Chair (Dave Lee Travis 6th April 1970) - 2:50 - (Young/Rossi)

## CD 2
1. Need Your Love (Dave Lee Travis 15Th June 1970) - 3:54 - (Rossi/Young)
2. Mean Girl (Sounds Of The Seventies 7th February 1972) - 3:11 - (Young/Rossi)
3. Railroad (Sounds Of The Seventies 7th February 1972) - 5:37 - (Young/Rossi)
4. Don't Waste My Time (Sounds Of The Seventies 20th November 1972) - 4:21 - (Rossi/Young)
5. Oh Baby (Sounds Of The Seventies 20th November 1972) - 4:24 - (Parfitt/Rossi)
6. Unspoken Words (Sounds Of The Seventies 20th November 1972) - 5:03 - (Young/Rossi)
7. Paper Plane (Sounds Of The Seventies 20th November 1972) - 2:59 - (Rossi/Young)
8. Softer Ride (Sounds Of The Seventies 20th November 1972) - 4:03 - (Parfitt/Lancaster)
9. Paper Plane (John Peel session 8th January 1973) - 2:57 - (Rossi/Young)
10. Softer Ride (John Peel session 8th January 1973) - 4:02 - (Parfitt/Rossi)
11. Don't Waste My Time (John Peel session 8th January 1973) - 4:19 - (Young/Rossi)
12. In My Chair (Steve Wright 30th November 1989) - 1:54 - (Rossi/YoungMiller)
13. Caroline (Steve Wright 30th November 1989) - 1:05 - (Rossi/Young)
14. From A Jack To A King (Steve Wright 30th November 1989) - 00:58 - (Miller)
15. Down The Dustpipe (Steve Wright 30th November 1989) - 0:46 - (Rossi/Young)
16. Railroad (Steve Wright 30th November 1989) - 1:56 - (Young/Rossi)
17. Caroline (Ken Bruce 9th September 2005) - 4:51 - (Rossi/Young)
18. The Party Ain't Over Yet (Ken Bruce 9th September 2005) - 3:57 - (David)
19. Whatever You Want (Ken Bruce 9th September 2005) - 4:57 - (Parfitt/Bown)
20. Belavista Man (Ken Bruce 9th September 2005) - 4:28 - (Parfitt)
21. Rockin' All Over The World (Ken Bruce 9th September 2005) - 3:59 - (Fogerty)

## CD 3
1. Junior's Wailing (BBC In Concert, Paris Theatre 1st March 1973) - 3:36 - (Pugh/White)
2. Someone's Learning (BBC In Concert, Paris Theatre 1st March 1973) - 8:09 - (Lancaster)
3. In My Chair (BBC In Concert, Paris Theatre 1st March 1973) - 3:41 - (Young/Rossi)
4. Railroad (BBC In Concert, Paris Theatre 1st March 1973) - 6:15 - (Young/Rossi)
5. Don't Waste My Time (BBC In Concert, Paris Theatre 1st March 1973) - 4:29 - (Young/Rossi)
6. Paper Plane (BBC In Concert, Paris Theatre 1st March 1973) - 3:27 - (Rossi/Young)
7. Roadhouse Blues (BBC In Concert, Paris Theatre 1st March 1973) - 15:46 - (Manzarek/Densmore/Morrison/Krieger)
8. By Bye Johnny (BBC In Concert, Paris Theatre 1st March 1973) - 5:12 - (Berry)
9. Whatever You Want (BBC In Concert, Wembley Arena 7th July 1988) - 4:57 - (Parfitt/Bown)
10. Little Lady (BBC In Concert, Wembley Arena 7th July 1988) - 3:04 - (Parfitt)
11. Roll Over Lay Down (BBC In Concert, Wembley Arena 7th July 1988) - 5:17 - (Parfitt/Lancaster/Coghlan/Rossi/Young)
12. Cream Of The Crop (BBC In Concert, Wembley Arena 7th July 1988) - 4:01 - (Frost/Rossi)
13. Don't Drive My Car (BBC In Concert, Wembley Arena 7th July 1988) - 4:04 - (Bown/Parfitt)
14. In The Army Now (BBC In Concert, Wembley Arena 7th July 1988) - 4:32 - (R. Bolland/F. Bolland)

## CD 4
1. Burning Bridges (Party In The Park, Sutton Park, Birmingham 30th August 1992) - 4:00  - (Bown/Rossi)
2. Rockin All Over The World (Party In The Park, Sutton Park, Birmingham 30th August 1992) - 3:45  - (Fogerty)
3. Caroline (Party In The Park, Sutton Park, Birmingham 30th August 1992) - 4:03 - (Rossi/Young)
4. Roadhouse Medley: Roadhouse Blues/The Wanderer/Marguerita Time/Living On An Island/Break The Rules/Something 'Bout You Baby I Like/The Price Of Love/Roadhouse Blues (Party In The Park, Sutton Park, Birmingham 30th August 1992) - 20:19 - (Manzarek; Densmore; Morrison; Krieger/Maresca/Rossi;Frost/Young, Parfitt/Young; Parfitt; Lancaster; Coghlan, Rossi/Supa/D. Everly; P. Everly)
5. The Wanderer (BBC In Concert, Brighton Centre 12th December 1996) - 3:10  - (Maresca)
6. Proud Mary (BBC In Concert, Brighton Centre 12th December 1996) - 3:30  - (Fogerty)
7. Wild Side Of Life Medley: Wild Side Of Life/Rolling Home/Again & Again/Slow Train (BBC In Concert, Brighton Centre 12th December 1996) - 5:00  - (Carter, Warren/David; Chappel/Bown; Parfitt; Lynton/Young; Rossi)
8. Get Back (BBC In Concert, Brighton Centre 12th December 1996) - 3:06  - (Lennon/McCartney)
9. Something About You Baby I Like (BBC In Concert, Brighton Centre 12th December 1996) - 2:15  - (Supa)
10. Don't Waste My Time (BBC In Concert, Brighton Centre 12th December 1996) - 3:50  - (Young/Rossi)
11. Rockin All Over The World (BBC In Concert, Brighton Centre 12th December 1996) - 3:37  - (Fogerty)
12. Caroline (BBC In Concert, Brighton Centre 12th December 1996) - 4:08  - (Rossi/Young)
13. All Around My Hat (Featuring Maddy Prior) (BBC In Concert, Brighton Centre 12th December 1996) - 4:00  - (Traditional)

## CD 1
1. Gloria (as 'The Spectres' Saturday Club 10th September 1966) - 2:42 - (Morrison)
2. I (Who Have Nothing) (as 'The Spectres' Saturday Club 10th September 1966) - 3:03 (Donida/Mogol/Stoller/Leiber)
3. Neighbour Neighbour (as 'The Spectres' Saturday Club 10th September 1966) - 2:37 (Valier)
4. Bloodhound (as 'The Spectres' Saturday Club 10th September 1966) 2:01 (Bright)
5. Bird Dog (as 'The Spectres' Saturday Club 10th September 1966) 2:22 (F. Bryant/B. Bryant)
6. I Don't Want You (as 'The Traffic Jam' Saturday Club 24th June 1967 at Saturday Club) - 2:25 - (Potter/Dello)
7. Almost But Not Quite There (as 'The Traffic Jam' Saturday Club 24th June 1967 at Saturday Club) - 2:39 - (Rossi/Barlow)
8. Spicks and Specks (as 'The Traffic Jam' Saturday Club 24th June 1967 at Saturday Club) - 2:46 - (Gibb)
9. It Takes Two (as 'The Traffic Jam' Saturday Club 24th June 1967 at Saturday Club) 2:53 - (Stevenson; Moy)
10. Spicks And Specks (David Symonds Show April 1968) - 2:48 - (Gibb)
11. Judy In Disguise (David Symonds Show April 1968) - 2:45 - (Bernard/Gourrier)
12. Pictures Of Matchstick Men (David Symonds Show April 1968) - 3:05 - (Rossi)
13. Things Get Better (Saturday Club 17th Feruary 1968) - 2:08 - (Cropper/Floyd/Jackson)
14. Pictures of Matchstick Men (Saturday Club 17th Feruary 1968) - 3:07 - (Rossi)
15. Gloria (David Symonds Show April 1968) - 2:44 - (Morrison)
16. Bloodhound (David Symonds Show April 1968) - 2:01 - (Bright)
17. Black Veils Of Melancholy (David Symonds Show April 1968) - 3:14 - (Rossi)
18. Ice In The Sun (Saturday Club 30th July 1968) - 2:14 - (Scott/Wilde)
19. Paradise Flats (Saturday Club 30th July 1968) - 2:47 - (Status Quo)
20. When My Mind Is Not Life (Saturday Club 30th July 1968) - 2:29 - (Parfitt/Rossi)
21. Make Me Stay A Bit Longer (Symonds On Sunday 27th January 1969) - 2:48 - (Rossi/Parfitt)
22. Are You Growing Tired of My Love? (Symonds On Sunday 27th January 1969) - 3:00 - (King)
23. The Price Of Love (Symonds On Sunday 27th January 1969) - 3:28 - (D. Everly/P. Everly)
24. The Price Of Love (Symonds On Sunday 31st March 1969) - 2:58 - (D. Everly/P. Everly)
25. Juniors Wailing (Dave Lee Travis 6th April 1970) - 3:18 - (Pough/White)
26. Spinning Wheel Blues (Dave Lee Travis 6th April 1970) - 3:02 - (Rossi/Young)
27. Down The Dustpipe (Dave Lee Travis 6th April 1970) - 1:55 - (Rossi/Young)
28. In My Chair (Dave Lee Travis 6th April 1970) - 2:50 - (Young/Rossi)

## CD 2
1. Need Your Love (Dave Lee Travis 15Th June 1970) - 3:54 - (Rossi/Young)
2. Mean Girl (Sounds Of The Seventies 7th February 1972) - 3:11 - (Young/Rossi)
3. Railroad (Sounds Of The Seventies 7th February 1972) - 5:37 - (Young/Rossi)
4. Don't Waste My Time (Sounds Of The Seventies 20th November 1972) - 4:21 - (Rossi/Young)
5. Oh Baby (Sounds Of The Seventies 20th November 1972) - 4:24 - (Parfitt/Rossi)
6. Unspoken Words (Sounds Of The Seventies 20th November 1972) - 5:03 - (Young/Rossi)
7. Paper Plane (Sounds Of The Seventies 20th November 1972) - 2:59 - (Rossi/Young)
8. Softer Ride (Sounds Of The Seventies 20th November 1972) - 4:03 - (Parfitt/Lancaster)
9. Paper Plane (John Peel session 8th January 1973) - 2:57 - (Rossi/Young)
10. Softer Ride (John Peel session 8th January 1973) - 4:02 - (Parfitt/Rossi)
11. Don't Waste My Time (John Peel session 8th January 1973) - 4:19 - (Young/Rossi)
12. In My Chair (Steve Wright 30th November 1989) - 1:54 - (Rossi/YoungMiller)
13. Caroline (Steve Wright 30th November 1989) - 1:05 - (Rossi/Young)
14. From A Jack To A King (Steve Wright 30th November 1989) - 00:58 - (Miller)
15. Down The Dustpipe (Steve Wright 30th November 1989) - 0:46 - (Rossi/Young)
16. Railroad (Steve Wright 30th November 1989) - 1:56 - (Young/Rossi)
17. Caroline (Ken Bruce 9th September 2005) - 4:51 - (Rossi/Young)
18. The Party Ain't Over Yet (Ken Bruce 9th September 2005) - 3:57 - (David)
19. Whatever You Want (Ken Bruce 9th September 2005) - 4:57 - (Parfitt/Bown)
20. Belavista Man (Ken Bruce 9th September 2005) - 4:28 - (Parfitt)
21. Rockin' All Over The World (Ken Bruce 9th September 2005) - 3:59 - (Fogerty)

## CD 3
1. Junior's Wailing (BBC In Concert, Paris Theatre 1st March 1973) - 3:36 - (Pugh/White)
2. Someone's Learning (BBC In Concert, Paris Theatre 1st March 1973) - 8:09 - (Lancaster)
3. In My Chair (BBC In Concert, Paris Theatre 1st March 1973) - 3:41 - (Young/Rossi)
4. Railroad (BBC In Concert, Paris Theatre 1st March 1973) - 6:15 - (Young/Rossi)
5. Don't Waste My Time (BBC In Concert, Paris Theatre 1st March 1973) - 4:29 - (Young/Rossi)
6. Paper Plane (BBC In Concert, Paris Theatre 1st March 1973) - 3:37 - (Rossi/Young)
7. Roadhouse Blues (BBC In Concert, Paris Theatre 1st March 1973) - 15:46 - (Manzarek/Densmore/Morrison/Krieger)
8. By Bye Johnny (BBC In Concert, Paris Theatre 1st March 1973) - 5:12 - (Berry)
9. Caroline (BBC In Concert, NEC Birmingham 14th May 1982) - 5:00 - (Rossi/Young)
10. Roll Over Lay Down (BBC In Concert, NEC Birmingham 14th May 1982) - 5:32 - (Parfitt/Lancaster/Coghlan/Rossi/Young)
11. Backwater (BBC In Concert, NEC Birmingham 14th May 1982) - 4:36 - (Parfitt/Lancaster)
12. Little Lady (BBC In Concert, NEC Birmingham 14th May 1982) - 3:13 - (Parfitt)
13. Don't Drive My Car (BBC In Concert, NEC Birmingham 14th May 1982) - 4:16 - (Bown/Parfitt)

## CD 4
1. Whatever You Want (BBC In Concert, NEC Birmingham 14th May 1982) - 4:19 - (Parfitt/Bown)
2. Hold You Back (BBC In Concert, NEC Birmingham 14th May 1982) - 4:27 - (Parfitt/Rossi/Young)
3. Rockin' All Over The World (BBC In Concert, NEC Birmingham 14th May 1982) - 3:29 - (Fogerty)
4. Over The Edge (BBC In Concert, NEC Birmingham 14th May 1982) - 4:04 - (Lancaster/Lamb)
5. Don't Waste My Time (BBC In Concert, NEC Birmingham 14th May 1982) - 4:08 - (Young/Rossi)
6. Dirty Water (BBC In Concert, NEC Birmingham 14th May 1982) - 3:50 - (Rossi/Young)
7. Forty Five Hundred Time (BBC In Concert, NEC Birmingham 14th May 1982) - 21:34 - (Parfitt/Rossi)
8. Big Fat Mama (BBC In Concert, NEC Birmingham 14th May 1982) - 6:46 - (Parfitt/Rossi)
9. Roadhouse Blues (BBC In Concert, NEC Birmingham 14th May 1982) - 8:49 - (Manzarek/Densmore/Morrison/Krieger)
10. Rain (BBC In Concert, NEC Birmingham 14th May 1982) - 4:23 - (Parfitt)
11. Down Down (BBC In Concert, NEC Birmingham 14th May 1982) - 6:07 - (Rossi/Young)
12. By Bye Johnny (BBC In Concert, NEC Birmingham 14th May 1982) - 6:53 - (Berry)

## CD 5
1. Whatever You Want (BBC In Concert, Wembley Arena 7th July 1988) - 4:58 - (Parfitt/Bown)
2. Little Lady (BBC In Concert, Wembley Arena 7th July 1988) - 3:05 - (Parfitt)
3. Roll Over Lay Down (BBC In Concert, Wembley Arena 7th July 1988) - 5:16 - (Parfitt/Lancaster/Coghlan/Rossi/Young)
4. Cream Of The Crop (BBC In Concert, Wembley Arena 7th July 1988) - 4:03 - (Frost/Rossi)
5. Who Gets The Love?(BBC In Concert, Wembley Arena 7th July 1988)  - 4:26 - (Williams/Godison)
6. Hold You Back (BBC In Concert, Wembley Arena 7th July 1988) - 4:30 - (Parfitt/Rossi/Young)
7. Don't Drive My Car (BBC In Concert, Wembley Arena 7th July 1988) - 4:10 - (Bown/Parfitt)
8. Dirty Water (BBC In Concert, Wembley Arena 7th July 1988) - 3:58 - (Rossi/Young)
9. In The Army Now (BBC In Concert, Wembley Arena 7th July 1988) - 4:18 - (R. Bolland/F. Bolland)
10. Rockin All Over The World (BBC In Concert, Wembley Arena 7th July 1988) - 3:38 - (Fogerty)
11. Don't Waste My Time (BBC In Concert, Wembley Arena 7th July 1988) - 4:16 - (Young/Rossi)
12. Bye Bye Johnny (BBC In Concert, Wembley Arena 7th July 1988) - 7:23 - (Berry)

## CD 6
1. Whatever You Want (Party In The Park, Sutton Park, Birmingham 30th August 1992) - 5:54  - (Parfitt/Bown)
2. In The Army Now (Party In The Park, Sutton Park, Birmingham 30th August 1992) - 4:20  - (R. Bolland/F. Bolland)
3. Burning Bridges (Party In The Park, Sutton Park, Birmingham 30th August 1992) - 3:54  - (Bown/Rossi)
4. Rockin All Over The World (Party In The Park, Sutton Park, Birmingham 30th August 1992) - 3:45  - (Fogerty)
5. Caroline (Party In The Park, Sutton Park, Birmingham 30th August 1992) - 4:03 - (Rossi/Young)
6. Roadhouse Medley: Roadhouse Blues/The Wanderer/Marguerita Time/Living On An Island/Break The Rules/Something 'Bout You Baby I Like/The Price Of Love/Roadhouse Blues (Party In The Park, Sutton Park, Birmingham 30th August 1992) - 20:35 - (Manzarek; Densmore; Morrison; Krieger/Maresca/Rossi;Frost/Young, Parfitt/Young; Parfitt; Lancaster; Coghlan, Rossi/Supa/D. Everly; P. Everly)

## CD 7
1. Paper Plane (BBC In Concert, Brighton Centre 12th December 1996) - 3:22  - (Rossi/Young)
2. The Wanderer (BBC In Concert, Brighton Centre 12th December 1996) - 3:09  - (Maresca)
3. Proud Mary (BBC In Concert, Brighton Centre 12th December 1996) - 3:31  - (Fogerty)
4. Wild Side Of Life Medley: Wild Side Of Life/Rolling Home/Again & Again/Slow Train (BBC In Concert, Brighton Centre 12th December 1996) - 5:00  - (Carter, Warren/David, Chappel/Bown, Parfitt, Lynton/Young, Rossi)
5. Get Back (BBC In Concert, Brighton Centre 12th December 1996) - 3:06  - (Lennon/McCartney)
6. Whatewer You Want (BBC In Concert, Brighton Centre 12th December 1996) - 4:59  - (Parfitt/Bown)
7. In The Army Now (BBC In Concert, Brighton Centre 12th December 1996) - 4:09  - (R. Bolland/F. Bolland)
8. Something About You Baby I Like (BBC In Concert, Brighton Centre 12th December 1996) - 2:15  - (Supa)
9. Don't Waste My Time (BBC In Concert, Brighton Centre 12th December 1996) - 3:49  - (Young/Rossi)
10. Rockin All Over The World (BBC In Concert, Brighton Centre 12th December 1996) - 3:39  - (Fogerty)
11. Roadhouse Blues (BBC In Concert, Brighton Centre 12th December 1996) - 9:32  - (Manzarek/Densmore/Morrison/Krieger)
12. Caroline (BBC In Concert, Brighton Centre 12th December 1996) - 4:09  - (Rossi/Young)
13. All Around My Hat (Featuring Maddy Prior) (BBC In Concert, Brighton Centre 12th December 1996) - 4:01  - (Traditional)

## DVD
1. Caroline (Live At The N.E.C. 14th May 1982)
2. Roll Over Lay Down (Live At The N.E.C. 14th May 1982)
3. Backwater (Live At The N.E.C. 14th May 1982)
4. Little Lady (Live At The N.E.C. 14th May 1982)
5. Don't Drive My Car (Live At The N.E.C. 14th May 1982)
6. Whatever You Want (Live At The N.E.C. 14th May 1982)
7. Hold You Back (Live At The N.E.C. 14th May 1982)
8. Rockin' All Over The World (Live At The N.E.C. 14th May 1982)
9. Dirty Water (Live At The N.E.C. 14th May 1982)
10. Down Down (Live At The N.E.C. 14th May 1982)
11. Don't Waste My Time (Live At The N.E.C. 14th May 1982)
12. Pictures Of Matchstick Men (Top Of The Pop 1968-2005)
13. Caroline (Top Of The Pop 1968-2005)
14. Down Down (Top Of The Pop 1968-2005)
15. Mystery Song (Top Of The Pop 1968-2005)
16. What You're Proposing (Top Of The Pop 1968-2005)
17. Rock 'N' Roll (Top Of The Pop 1968-2005)
18. Red Sky (Top Of The Pop 1968-2005)
19. In The Army Now (Top Of The Pop 1968-2005)
20. Dreamin' (Top Of The Pop 1968-2005)
21. Burning Bridges (Top Of The Pop 1968-2005)
22. Let's Work Together (Top Of The Pop 1968-2005)
23. Jam Side Down (Top Of The Pop 1968-2005)
24. Rockin' All Over The World (Top Of The Pop 1968-2005)
25. The Party Ain't Over Yet (Top Of The Pop 1968-2005)
26. Francis And Rick Interview With Bob Harris (Bonus BBC Appearances 1981-2000)
27. A Mess Of Blues (Bonus BBC Appearances 1981-2000)
28. Marguerita Time (Bonus BBC Appearances 1981-2000)
29. Can't Give You More (Bonus BBC Appearances 1981-2000)
30. Old Time Rock 'N' Roll (Bonus BBC Appearances 1981-2000)
31. Roadhouse Blues Medley (Bonus BBC Appearances 1981-2000)
32. Rock 'Till You Drop Medley (Bonus BBC Appearances 1981-2000)

## Formazione

### The Spectres & Traffic Jam (1965 - 1967)
- Francis Rossi (chitarra solista, voce)
- Alan Lancaster (basso, voce)
- John Coghlan (percussioni)
- Roy Lynes (tastiere, cori)

### The Status Quo (1967 - settembre 1970)
- Francis Rossi (chitarra solista, voce)
- Rick Parfitt (chitarra solista, voce)
- Alan Lancaster (basso, voce)
- John Coghlan (percussioni)
- Roy Lynes (tastiere, cori)

### Status Quo (settembre 1970 - novembre 1982)
- Francis Rossi (chitarra solista, voce)
- Rick Parfitt (chitarra solista, voce)
- Alan Lancaster (basso, voce)
- John Coghlan (percussioni)

### Status Quo (novembre 1982 - agosto 1985)
- Francis Rossi (chitarra solista, voce)
- Rick Parfitt (chitarra solista, voce)
- Alan Lancaster (basso, voce)
- Pete Kircher (percussioni)
- Andy Bown (tastiere, armonica a bocca, chitarra, cori)

### Status Quo (agosto 1985 - 2000)
- Francis Rossi (chitarra solista, voce)
- Rick Parfitt (chitarra solista, voce)
- John 'Rhino' Edwards (basso, chitarra, voce)
- Jeff Rich (percussioni)
- Andy Bown (tastiere, armonica a bocca, chitarra, cori)

### Status Quo (2000 - ....)
- Francis Rossi (chitarra solista, voce)
- Rick Parfitt (chitarra solista, voce)
- John 'Rhino' Edwards (basso, chitarra, voce)
- Matt Letley (percussioni)
- Andy Bown (tastiere, armonica a bocca, chitarra, cori)